# Reprezentacja Azerbejdżanu na Mistrzostwach Europy w Wioślarstwie 2010
Reprezentacja Azerbejdżanu na Mistrzostwach Europy w Wioślarstwie 2010 liczyła 3 sportowców. Najlepszym wynikiem było 13. miejsce w jedynce mężczyzn.

## Medale

### Złote medale
Brak

### Srebrne medale
Brak

### Brązowe medale
Brak

## Wyniki

### Konkurencje mężczyzn
- jedynka (M1x): Aleksandar Aleksandrov – 13. miejsce
- dwójka podwójna wagi lekkiej (LM2x): Javid Afandiyev, Igor Khmara – 16. miejsce